# 保寧宮主
保寧宮主（11世纪—1113年），高丽王朝王女。高丽文宗之女。
保寧宮主是仁睿王后所生。嫁给了樂浪侯王瑛。王瑛是文宗的弟弟平壤公王基之子。高丽睿宗八年（1113年）保寧宮主卒，陵墓号为溫，谥号慶順。

## 亲属
- 祖父：8代王高丽顯宗（992年—1031年，在位1009年—1031年）
- 祖母：元惠王后
  - 父亲：11代王高丽文宗（1019年—1083年，在位1046年—1083年）
- 外祖父：李子淵（1003年—1061年）
- 外祖母：雞林國大夫人 慶州金氏
  - 母亲：仁睿王后（？—1092年）
    - 兄弟：12代王高丽順宗（1047年—1083年，在位1083年）
    - 兄弟：13代王高丽宣宗（1049年—1094年，在位1083年—1094年）
      - 侄子：14代王高丽獻宗（1084年— 1097年，在位1094年—1095年）

    - 兄弟：15代王高丽肅宗（1054年—1105年，在位1095年—1105年）
      - 侄子：16代王高丽睿宗（1079年— 1122年，在位1105年—1122年）

    - 兄弟：大覺國師 王煦（1055年—1101年）
    - 兄弟：常安公 王琇（？—1095年）
    - 兄弟：道生僧統 王竀
    - 兄弟：金官侯 王㶨（？—1092年）
    - 兄弟：卞韓侯 王愔（？—1086年）
    - 兄弟：樂浪侯 王忱（？—1083年）
    - 兄弟：聰慧首座 王璟
    - 姐妹：積慶宮主

  - 公公：平壤公 王基（1021年—1069年）
    - 丈夫：樂浪公 王瑛（1043年—1112年）
      - 长子：承化伯 王禎
      - 长儿媳：興壽宮主（？—1123年）
      - 次子：王禔